# São João da Urtiga
São João da Urtiga är en kommun i Brasilien.   Den ligger i delstaten Rio Grande do Sul, i den södra delen av landet, 1 400 km söder om huvudstaden Brasília. Antalet invånare är 4 726.
Trakten runt São João da Urtiga består till största delen av jordbruksmark. Runt São João da Urtiga är det glesbefolkat, med 15 invånare per kvadratkilometer.